# Ouzouer-le-Marché
Ouzouer-le-Marché és un municipi francès, situat al departament del Loir i Cher i a la regió de Centre – Vall del Loira. L'any 2007 tenia 1.793 habitants.

## Demografia

### Població
El 2007 la població de fet d'Ouzouer-le-Marché era de 1.793 persones. Hi havia 716 famílies, de les quals 190 eren unipersonals (105 homes vivint sols i 85 dones vivint soles), 247 parelles sense fills, 251 parelles amb fills i 28 famílies monoparentals amb fills.
La població ha evolucionat segons el següent gràfic:
Habitants censats

### Habitatges
El 2007 hi havia 838 habitatges, 724 eren l'habitatge principal de la família, 38 eren segones residències i 76 estaven desocupats. 731 eren cases i 106 eren apartaments. Dels 724 habitatges principals, 512 estaven ocupats pels seus propietaris, 199 estaven llogats i ocupats pels llogaters i 13 estaven cedits a títol gratuït; 4 tenien una cambra, 56 en tenien dues, 100 en tenien tres, 174 en tenien quatre i 390 en tenien cinc o més. 573 habitatges disposaven pel capbaix d'una plaça de pàrquing. A 363 habitatges hi havia un automòbil i a 295 n'hi havia dos o més.

### Piràmide de població
La piràmide de població per edats i sexe el 2009 era:
| Homes | Edats   | Dones |
| ----- | ------- | ----- |
| 0     | 95 o +  | 12    |
| 4     | 90 a 94 | 8     |
| 8     | 85 a 89 | 28    |
| 12    | 80 a 84 | 32    |
| 56    | 75 a 79 | 56    |
| 20    | 70 a 74 | 36    |
| 40    | 65 a 69 | 40    |
| 20    | 60 a 64 | 48    |
| 40    | 55 a 59 | 16    |
| 36    | 50 a 54 | 40    |
| 48    | 45 a 49 | 32    |
| 68    | 40 a 44 | 76    |
| 68    | 35 a 39 | 56    |
| 48    | 30 a 34 | 56    |
| 60    | 25 a 29 | 48    |
| 44    | 20 a 24 | 40    |
| 76    | 15 a 19 | 40    |
| 44    | 10 a 14 | 44    |
| 40    | 5 a 9   | 48    |
| 64    | 0 a 4   | 36    |

## Economia
El 2007 la població en edat de treballar era de 1.065 persones, 840 eren actives i 225 eren inactives. De les 840 persones actives 788 estaven ocupades (413 homes i 375 dones) i 52 estaven aturades (22 homes i 30 dones). De les 225 persones inactives 86 estaven jubilades, 73 estaven estudiant i 66 estaven classificades com a «altres inactius».

### Ingressos
El 2009 a Ouzouer-le-Marché hi havia 738 unitats fiscals que integraven 1.824 persones, la mediana anual d'ingressos fiscals per persona era de 18.170 €.

### Activitats econòmiques
Dels 96 establiments que hi havia el 2007, 2 eren d'empreses extractives, 3 d'empreses alimentàries, 1 d'una empresa de fabricació d'elements pel transport, 2 d'empreses de fabricació d'altres productes industrials, 17 d'empreses de construcció, 18 d'empreses de comerç i reparació d'automòbils, 8 d'empreses de transport, 4 d'empreses d'hostatgeria i restauració, 10 d'empreses financeres, 6 d'empreses immobiliàries, 7 d'empreses de serveis, 11 d'entitats de l'administració pública i 7 d'empreses classificades com a «altres activitats de serveis».
Dels 33 establiments de servei als particulars que hi havia el 2009, 1 era una oficina d'administració d'Hisenda pública, 1 gendarmeria, 3 oficines bancàries, 1 funerària, 3 tallers de reparació d'automòbils i de material agrícola, 2 paletes, 5 guixaires pintors, 5 fusteries, 3 lampisteries, 1 electricista, 3 perruqueries, 2 restaurants, 2 agències immobiliàries i 1 saló de bellesa.
Dels 9 establiments comercials que hi havia el 2009, 1 era un hipermercat, 3 fleques, 1 una fleca, 1 una peixateria, 1 una llibreria, 1 una perfumeria i 1 una joieria.
L'any 2000 a Ouzouer-le-Marché hi havia 26 explotacions agrícoles que ocupaven un total de 1.887 hectàrees.

## Equipaments sanitaris i escolars
El 2009 hi havia 1 farmàcia i 1 ambulància.
El 2009 hi havia 1 escola maternal integrada dins d'un grup escolar amb les comunes properes formant una escola dispersa, 1 escola elemental i 1 escola elemental integrada dins d'un grup escolar amb les comunes properes formant una escola dispersa. Ouzouer-le-Marché disposava d'un col·legi d'educació secundària amb 359 alumnes.

## Poblacions més properes
El següent diagrama mostra les poblacions més properes.